# Прогибиционизм
Прогибициони́зм (англ. prohibitionism от лат. prohibitio «запрет»), «запрети́тельство» — правовая философия и политическая теория, которая гласит, что граждане будут воздерживаться от действий, если действия классифицируются как незаконные (то есть запрещённые) и запреты исполняются правоохранительными органами.
Система запретительных мер, существующих в экономике, законодательстве, религии или общественной морали.
Прогибиционизм может относиться к определённым типам одежды (и запреты на отсутствие одежды), азартным играм и другим видам развлечений, наркотикам (например, каннабису), курению табака, алкоголю, владению и ношению оружия.

## Запреты в отношении наркотиков
Применение прогибиционистских мер в контроле оборота наркотиков и психотропных веществ имеет многовековую историю. Пионерами в этой области выступили творцы шариата, включившие употребление опьяняющих веществ в список шести фиксированно наказуемых деяний. Под «опьяняющими веществами» в данном случае подразумевались алкогольные напитки, тогда как гашиш, бханг и опиум долгое время считались лекарствами. Первые антигашишные репрессии (Египет, XIV век) были направлены не столько против гашиша, сколько против суфиев, активно употреблявших этот препарат (с этой же целью в соседней Турции периодически проводились антикофейные кампании).
Первый официальный запрет на производство и продажу гашиша на всей территории Египта появился в 1800 году стараниями Наполеона I Бонапарта, однако его инициатива не нашла продолжения. Настоящая борьба с психотропными препаратами конопли развернулась только после 1925 года, когда гашиш по требованию правительства Египта был включён в «Опиумную конвенцию». Ограничение производства и оборота других препаратов конопли в мировом масштабе началось уже после 1961 года, в связи с Единой Конвенцией ООН.
Единая Конвенция не является запретительным документом: она лишь требует контроля, учёта и международной отчётности по производству и обороту веществ, включённых в списки. Тем не менее, прогибиционистски настроенные законодатели многих стран мира восприняли её как повод для уголовного преследования любых операций с марихуаной и гашишем, включая употребление и хранение для личных нужд. Аргументы, приводимые в обоснование столь строгих мер, обычно сводятся к следующему: препараты конопли не имеют однозначно подтверждённой медицинской ценности, наносят необратимый вред здоровью граждан и служат для вовлечения в употребление более опасных веществ. Вплоть до конца 1960-х годов усиленно пропагандировался тезис о том, что психотропные каннабиноиды способствуют повышению агрессивности и стимулируют антисоциальное поведение; однако впоследствии от этих утверждений пришлось отказаться в связи с их полным несоответствием действительности.
Главной движущей силой «конопляного прогибиционизма» в настоящее время является Управление по борьбе с наркотиками, имеющее огромное влияние на международном уровне. Тем не менее, даже в Соединённых Штатах в последнее время прослеживаются отчётливые тенденции к декриминализации оборота препаратов конопли, а в Европе этот процесс уже охватил большинство стран Евросоюза.